# Verein Dichterstein Offenhausen
Der Verein Dichterstein Offenhausen war eine rechtsextreme Kulturorganisation in Österreich und wurde 1999 wegen NS-Wiederbetätigung behördlich aufgelöst.

## Geschichte
Der Verein Dichterstein Offenhausen wurde 1963 vom rassistischen und antisemitischen Schriftsteller Joseph Hieß gegründet. Bei der Gründungsfeier übernahm Mirko Jelusich die Schirmherrschaft.
Der Verein hielt regelmäßig Treffen bei dem als „altdeutsche Weihestätte“ bezeichneten Denkmal „Dichtersteinanlage“ bei Offenhausen ab. Jährlich wurden im Rahmen einer Feierstunde Namensteine „zu Ehren deutscher Dichter“ in die Ringmauern eingelassen und Bäume gepflanzt. Die Verleihung des Joseph-Hieß-Gedächtnispreises und des Dichtersteinschildes gehörten ebenso zum Ritual.
An den Treffen nahmen bekannte Rechtsextremisten und Neonazis aus dem In- und Ausland wie Gerd Honsik, Bela Ewald Althans und Otto Ernst Remer teil. Enge Kontakte bestanden auch zur FPÖ, die durch parlamentarische Anfragen mehrfach versuchte, die Rechtmäßigkeit des behördlichen Vorgehens gegen den Verein in Abrede zu stellen. Der Verein wurde 1999 wegen NS-Wiederbetätigung behördlich aufgelöst.
In enger Verbindung mit dem Verein „Dichterstein Offenhausen“ stand die „Arbeitsgemeinschaft für demokratische Politik“, die seit Jahrzehnten Veranstaltungen mit Vertretern europäischer rechtsextremer Parteien im Wirtshaus „Lauber“ im Ortskern von Offenhausen abhält.

## Dichtersteinanlage

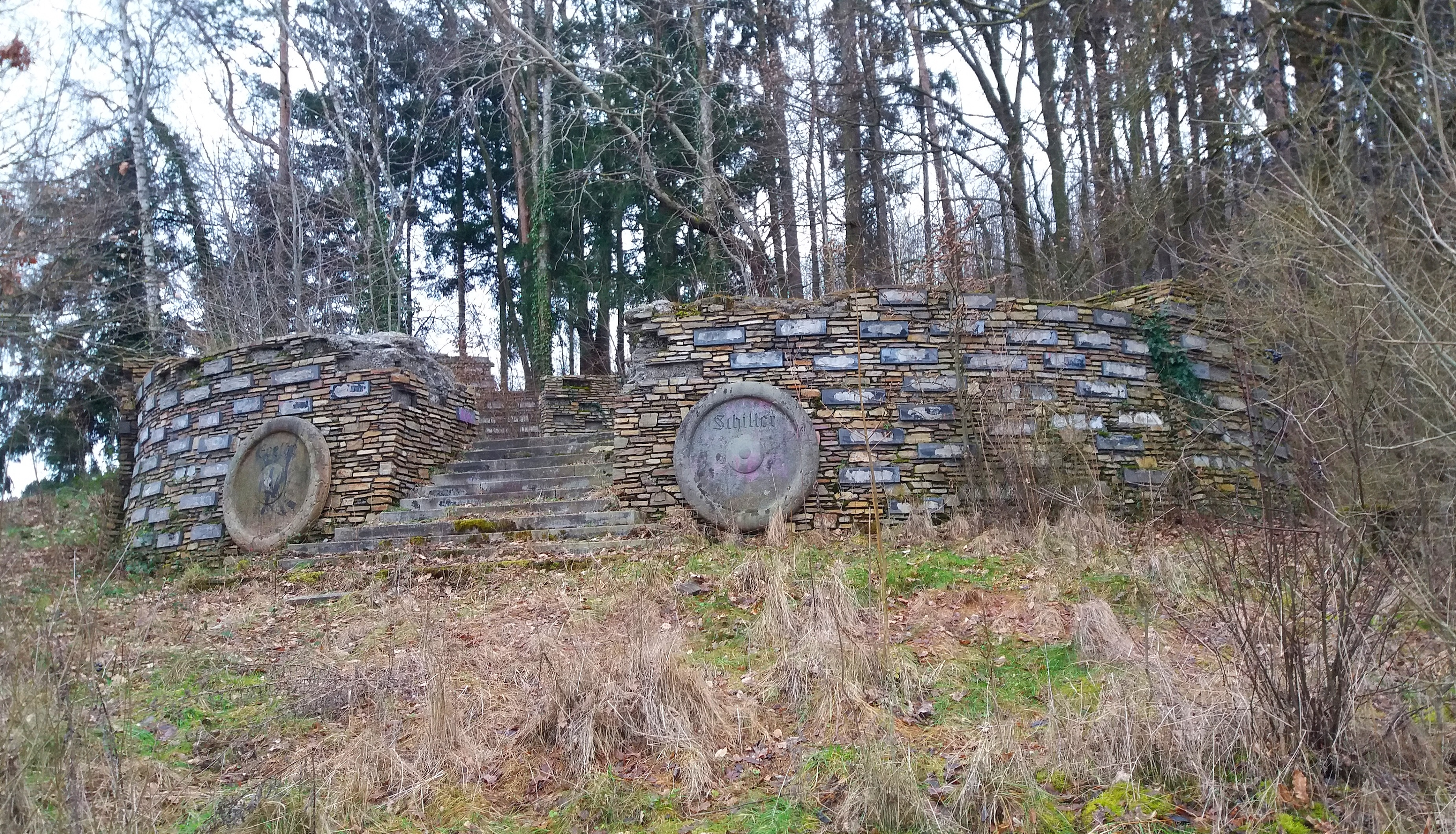
Dichtersteinanlage Offenhausen mit Freitreppe und „Wikingerschilden“ für Schiller und Goethe (Zustand 2023)

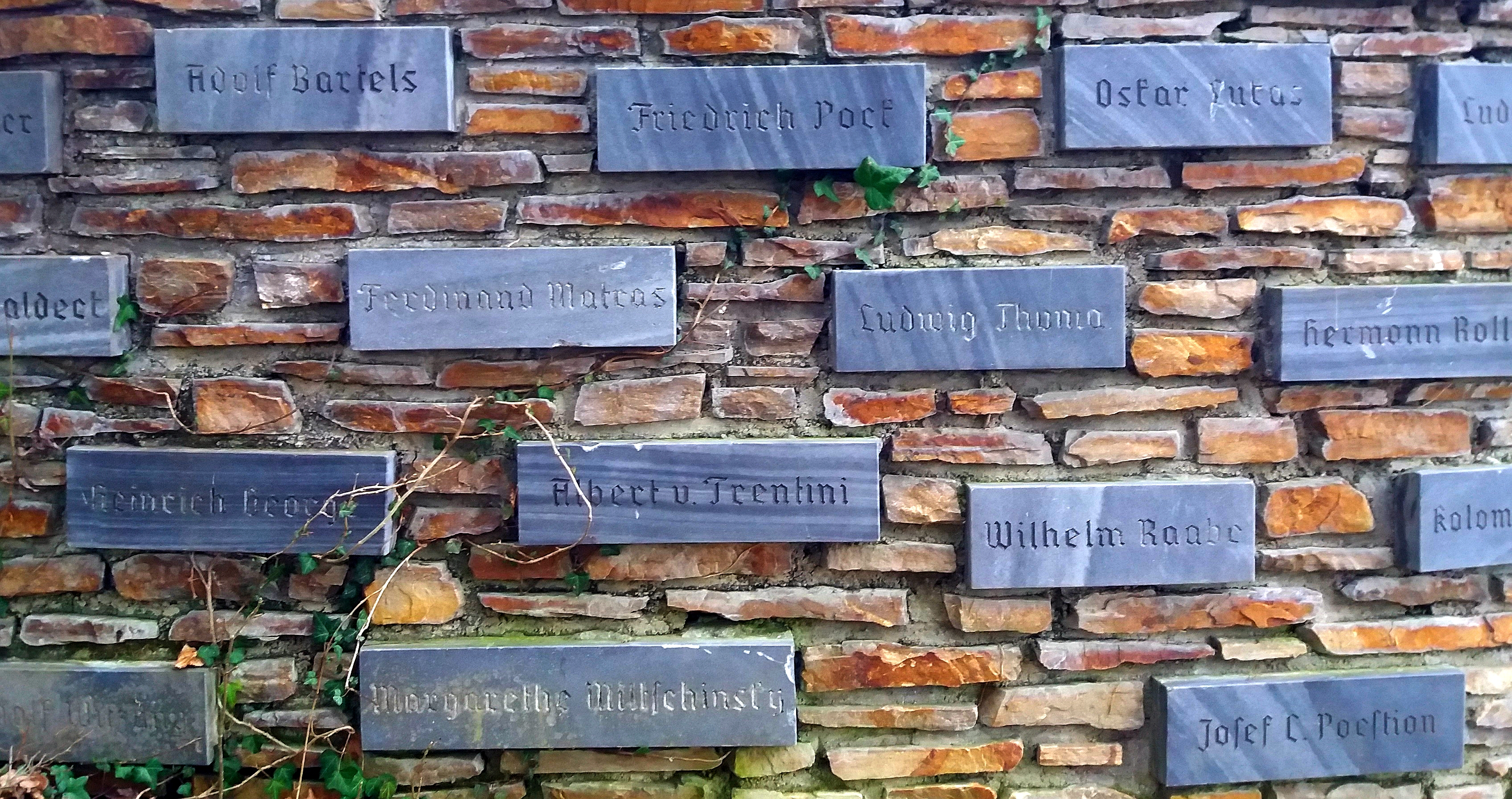
Namenstafeln an der Anlage

Die ab 1963 erbaute Dichtersteinanlage befindet sich östlich des Ortskerns von Offenhausen auf einem den Ort überblickenden Hang (Lage). Auf einer von ovalen Bruchsteinmauern umgebenen Rasenfläche steht ein „Weihealtar“ aus zwei Bruchsteinpfeilern, an denen – wie auch an den Umfassungsmauern – insgesamt etwa 450 Marmorplatten mit den Namen von Dichtern angebracht sind. In die Stufen der zum Denkmal führenden und „Treuetreppe“ genannten Freitreppe sind politische Schlagworte wie „Sippenreinheit“, „Artbewußtsein“ oder „Gefolgschaftstreue“ eingemeißelt. Rechts und links des Treppenfußes stehen zwei 1971 aufgestellte „Wikingerschilde“ zur Erinnerung an Schiller und Goethe. Über dem Zugang befindet sich ein 1980 ergänztes Tor mit einem inzwischen weitgehend zerstörten Zitat Erwin Guido Kolbenheyers: „Wer den Geist verrät, verrät sein Volk“. Nach der Auflösung des Vereins wurde die Pflege der Anlage weitgehend aufgegeben, einige Namenszüge wurden vom Besitzer übermalt und Teile der Anlage von Autonomen beschädigt.

## Träger des „Dichtersteinschilds“
Der Dichtersteinschild wurde bis zur Auflösung des Vereins 1999 verliehen an:
- 1963 Fritz Stüber (1903–1978)
- 1964 Hans Giebisch (1888–1966)
- 1965 Otto Jungmair (1889–1974)
- 1966 Mirko Jelusich (1886–1969)
- 1967 Karl Springenschmid (1897–1981)
- 1968 Paula Grogger (1892–1984)
- 1969 Egon Geier (1904–1976)
- 1970 Hermann Noelle (1898–1987)
- 1971 Ernst Behrends (1891–1982)
- 1972 Elisabeth Kraus-Kassegg (1898–1989)
- 1973 Magdalene Stamm (1880–1981)
- 1974 Gerhard Schumann (1911–1995)
- 1975 Natalie Beer (1903–1987)
- 1976 Ernst von Dombrowski (1896–1985)
- 1977 Reinhard Pozorny (1908–1993)
- 1978 Ernst Frank (1900–1982)
- 1979 Martin Machule (1899–1981)
- 1980 Karl Götz (1903–1989)
- 1981 Karl Skala (1924–2006)
- 1982 Erich Kernmayr (1906–1991)
- 1983 Hans-Heinz Dum (1906–1986)
- 1984 Hans Bahrs (1917–1983)
- 1985 Margareta Pschorn (1922–1987)
- 1986 Gudrun Embacher (1931–2001)
- 1987 Heinrich Zillich (1898–1988)
- 1988 Karl Emmert (1922–1995)
- 1989 Erich Lipok (1909–2006)
- 1990 Richard W. Eichler (1921–2014)
- 1991 Robert Hampel (1916–2004)
- 1992 Alexander Hoyer (1914–2007)
- 1993 Dorothea Wachter (* 1912)
- 1994 Elisabeth Maria Maurer (* 1914)
- 1995 Marianne Wintersteiner (1920–2003)
- 1996 Josef Walter König (1923–2007)
- 1997 Karl Heinrich Tinti (1919–2013)
- 1998 Konrad Windisch (1932–2024)

## Publikationen
Der Verein begleitete seine Aktivitäten intensiv durch Publikationen. In der „Offenhausener Reihe“ beim Arndt-Verlag erschienen zwischen 1970 und 1978 mindestens 24 Bände vorwiegend von Trägern des Dichtersteinschilds. Weitere Titel sammelten die jährlichen Vorträge und stellten Kurzbiografien der in der Anlage geehrten Personen vor.